# 第一ホテル
第一ホテル（だいいちホテル、Dai-ichi Hotel）は、かつて東京・新橋にあった高級ホテル、及び同ホテルを中心にビジネスホテルやリゾートホテルをチェーン展開していたホテル運営会社（株式会社第一ホテル）である。2000年に経営破綻し、2020年現在、阪急阪神ホテルズが運営するホテルチェーンのブランド名となっている。

## 概要
株式会社第一ホテルは、岩下家一子爵の発案で、実業家で阪急東宝グループ総帥・小林一三の助言を受け、土屋計左右により1937年（昭和12年）1月9日に設立された。資本金は130万円（当時）であった。1938年（昭和13年）に東京・新橋に開業した「第一ホテル」（後の「新橋第一ホテル」）は最新式の高級ホテルとして知られ、第二次世界大戦後には日本を占領した連合国軍に接収された。
高度経済成長期以降にはビジネスホテルチェーンを全国展開する他、グアムなど海外にもホテルを構えるなど事業を拡大していたが、2000年（平成12年）5月に経営破綻した。経営破綻後、第一ホテルは阪急電鉄グループの傘下に入り、現在「第一ホテル」ブランドのホテルチェーンは阪急阪神ホテルズによって運営されている。

### 第一ホテル（東京・新橋）
東京・新橋に建設されたホテル「第一ホテル」は、1940年（昭和15年）に東京での開催が予定されていた第12回オリンピック大会に備えて計画されたもので、その建設は1937年（昭和12年）1月に着工された。
設計と施工は清水組によるもので、鉄筋コンクリート構造、地上8階、地下1階建ての最新式ホテルは1938年（昭和13年）4月に竣工。第一ホテルは、虚飾を排したスマートな外観が話題を呼び、また和風客室12室を含む626室の規模は、「東洋一の客室数」と称された。開業当初の宿泊代金は一室3円から4円の低廉さであったが、全館冷暖房やエレベーター、最新式の厨房設備を持つレストランや喫茶店なども備えた第一ホテルは、戦前においては、帝国ホテル（日比谷）や山王ホテル（赤坂）などと並び、東京を代表する近代的高級ホテルのひとつとして知られた。
しかしながら、日本が第二次世界大戦に敗戦すると、第一ホテルは1945年（昭和20年）9月8日、日本を占領した連合国軍最高司令官総司令部（GHQ）に接収された。連合国軍を構成するアメリカ軍やイギリス軍、中華民国軍の高級将校らの宿舎として使用されたほか、1946年（昭和21年）には極東国際軍事裁判におけるアメリカ人弁護人らもここに宿泊するなどした。
1952年（昭和27年）、サンフランシスコ講和条約の発効によって日本は独立を回復、第一ホテルはそれから更に4年を経た1956年（昭和31年）8月31日に返還された。その後、第一ホテルはホテルとしての営業を再開、1960年（昭和35年）7月18日には隣接地に新たなホテルを増築開業した。1938年（昭和13年）開業の当初からのホテルは「新橋第一ホテル本館」、新たに完成した建物は「新橋第一ホテル新館」と呼ばれた。
戦前には最新式の近代的ホテルとして開業した第一ホテル（新橋第一ホテル本館）であったが、設計・施行時から合理化が優先されていた建物は、(1)日本住宅を基準として、各階の天井高が制限されていたこと、(2)窓や出入口などの面積がぎりぎりまで小さくされていたこと、(3)虚飾が徹底的に排されていたこと、などを特徴としており、次第に時代遅れなものとなった。
バブル期の1989年（平成元年）7月1日には、内幸町に完成した東京生命本社ビル（当時）に「第一ホテルアネックス」（170室）が開業、老朽化していた新橋第一ホテル本館（542室）はこれと同時に閉鎖された。次いで1992年（平成4年）12月1日には新橋第一ホテル新館も閉鎖され、ここに新橋における第一ホテルは54年の歴史に幕を閉じた。新橋第一ホテル本館跡地には1993年（平成5年）3月、地上21階、地下3階建ての新たな建物が竣工、同年4月21日に「第一ホテル東京」（277室）として再開業した。本館跡地を含む再開発計画では公道を廃して千代田区の公園となる部分を含めた外空間計画がなされた。建築設計は三菱地所、東電設計、造園はアーククルー。アートプロデュース：ウエダカルチャー・プロジェクツ、アート：小清水漸、岡本敦生、音響設計：ニッポン放送、照明計画：海藤春樹。敷地面積：5.983平方メートル、建築面積：2,321平方メートル、該当敷地面積：3,662平方メートルになる。

### チェーン展開

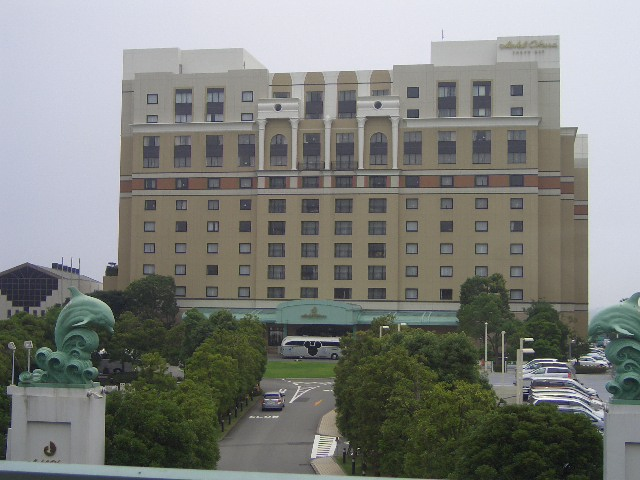
旧:第一ホテル東京ベイ
（現：ホテルオークラ東京ベイ - 千葉県浦安市）

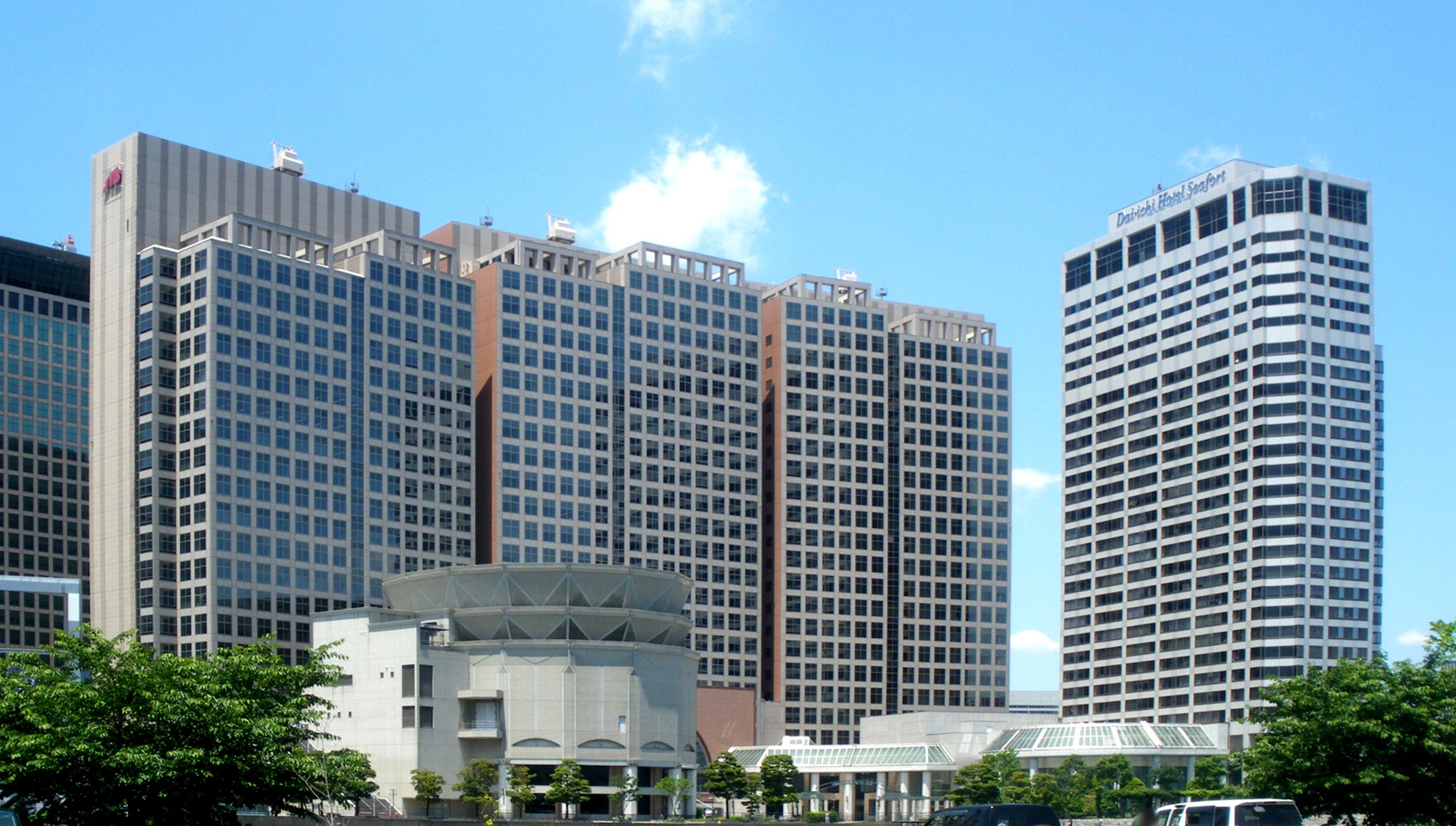
第一ホテル東京シーフォートがあるシーフォートスクエア
（東京都品川区）

第一ホテルは、「東京第一ホテル」と「第一ホテル」のブランドで、ビジネスホテルを全国にチェーン展開した。前者の例としては1973年10月に開業した「東京第一ホテル仙台」（仙台市青葉区、2005年10月に閉鎖）、後者の例としては1980年12月に開業した「宮城第一ホテル」（同宮城野区、1992年2月に閉鎖）などがある。また、1980年6月に開業した「第一イン福山」（広島県福山市）を皮切りに、「第一イン」のブランドでもチェーン展開を拡大した。
第一ホテルは海外にも進出、1970年に開業した「グアム第一ホテル」（グアム）に始まり、「ホテル・ロイヤル」（マカオ、1983年3月開業、後に「マカオ第一ホテル」に改称）、「シンガポール第一ホテル」（シンガポール、1985年5月開業）、「サイパンビーチホテル」（サイパン、1986年12月取得、後に「サイパン第一ホテル」に改称）、「フォーチュン第一ホテル台北」（台湾・台北、1987年9月開業）、「ダイイチホテルジャカルタ」（ジャカルタ、1993年12月より受託運営）など、アジア太平洋の各地でもホテル事業を行った。
また、バブル期には1988年7月に第一生命保険からの委託により「第一ホテル東京ベイ」を千葉県浦安市の東京ディズニーランド近隣に開業、1992年7月には天王洲アイルに「第一ホテル東京シーフォート」を開業するなど、それまでとは異なる事業形態のホテルも展開した。第一ホテル東京シーフォードが開業した複合施設「シーフォートスクエア」自体、株式会社第一ホテルが三菱商事や宇部興産と共同で開発を行ったものであった。

### 山王ホテル
第一ホテルは1968年（昭和43年）4月、株式会社山王ホテルと合併契約を締結した。しかしながら、東京・赤坂にあった山王ホテルは日本の敗戦以来、日本を占領した連合国軍を構成する1国であるアメリカ軍に占有され続けていたため、第一ホテルは同7月、ホテルの明け渡しを求めて日本政府を提訴した。第一ホテルは同年8月1日、山王ホテルを吸収合併した。
1973年（昭和48年）8月、東京地方裁判所は「アメリカ軍との契約にも民法が適用される」として、日本政府に対して山王ホテルを株式会社第一ホテルに明け渡すように命じた。翌1974年（昭和49年）10月に、第一ホテルは山王ホテルを安全自動車に売却した。

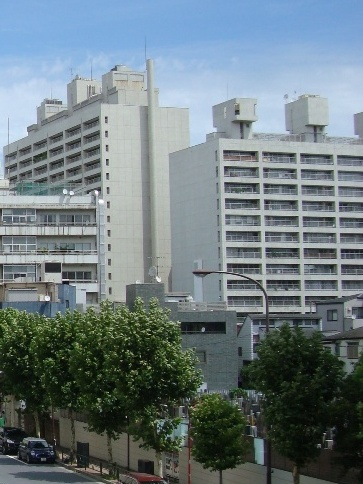
広尾タワーズ

### マンション事業
第一ホテルはホテル事業のほか、子会社を通じて、「広尾タワーズ」（渋谷区広尾、1973年1月竣工）、「元赤坂タワーズ」（港区元赤坂、1979年8月竣工）などの高級マンションの建設・分譲も行っていた。これらの物件はいずれも東京都心の一等地にあり、後年にはいわゆるヴィンテージ・マンションとなっている。

### 経営破綻
2000年（平成12年）4月、株式会社第一ホテルは同年の3月期決算で230億円の債務超過となることが報じられた。その直後、第一ホテルは金融機関に対して200億円余りの債権放棄を要請した。しかしながら、メインバンクであった日本長期信用銀行は経営破綻を経てリップルウッドを中心とする外資系投資組合に瑕疵担保特約付きで売却されており（現・SBI新生銀行）、第一勧業銀行（当時）など他の大口債権者とともにその要請には応じなかった。
この結果、資金繰りに行き詰った第一ホテルは同年5月26日に会社更生法の適用を申請した。負債総額は1,152億円。3ヵ月後の同年8月27日に上場廃止となった。更生会社となった第一ホテルのスポンサーとして創業者が同一の阪急電鉄が名乗りを上げ、2001年（平成13年）7月31日に更生計画認可を受けた。また、かつて計画していた東京・汐留で行われる再開発事業（シオサイト）への参加（ホテルの開業）を同年6月に正式に断念した。
阪急電鉄は2001年（平成13年）11月1日付けで第一ホテルの100%減資を実施し、その後10億円を出資して完全子会社とした。第一ホテルの更生手続きは同月21日をもって結了し、法手続き上の再建を果たした。翌2002年（平成14年）4月1日付けで阪急電鉄傘下の株式会社阪急ホテルズ（当時）に吸収合併され、株式会社第一阪急ホテルズとなった。
再建により旧第一ホテルの事業は縮小傾向となり、首都圏では「第一ホテル東京ベイ」（千葉県浦安市）の委託運営が2002年（平成14年）3月に終了、2003年（平成15年）4月には「銀座第一ホテル」（中央区銀座）も営業を終了した。銀座第一ホテルの入居していた旧・銀座三井ビルディングは取り壊され、建替え後の銀座三井ビルディングには三井ガーデンホテル銀座プレミアが入居した。
2008年（平成20年）4月以降は株式会社阪急阪神ホテルズ（大阪市）となっており、かつての「第一ホテル」チェーンは、同社による「阪急阪神第一ホテルグループ」の事業・ブランドとして存続。同グループに新規にフランチャイズ契約を結んだホテルの中には「東京第一ホテル」、「東京第一イン」を名乗るものもある。

## 年表
- 1938年（昭和13年）4月29日 - 第一ホテル、新橋に開業。
- 1947年（昭和22年）8月16日 - 宝塚第一ホテル開業。
- 1956年（昭和31年）8月31日 - 進駐軍の接収解除。
- 1960年（昭和35年）7月18日 - 第一ホテル新館開業（新橋）。
- 1961年（昭和36年）‐ 株式会社第一ホテル、東証2部に上場（後に1部指定替え）。
- 1964年（昭和39年）10月3日 - 高松国際ホテル開業（107室）。
- 1970年（昭和45年）
  - 5月9日 - ホテルサンルートチェーン設立に参画。
  - 7月7日 - 秋田第一ホテル（現・秋田キャッスルホテル）開業。
  - 12月17日 - グアム第一ホテル一部開業。
- 1971年（昭和46年）3月1日 - グアム第一ホテル全館開業（202室）。
- 1972年（昭和47年）
  - 4月12日 - 銀座第一ホテル開業（805室）。
  - 9月1日 - 宝塚第一ホテル売却。
- 1973年（昭和48年）
  - 7月1日 - 高知第一ホテル開業。
  - 10月1日 - 東京第一ホテル仙台開業。
- 1974年（昭和49年）
  - 6月30日 - 東京第一ホテル大分開業。
  - 12月3日 - 八丈島太洋第一ホテル（現・八丈シーパーク）開業。
- 1975年（昭和50年）7月1日 - 東京第一ホテル福岡開業（221室）。
- 1976年（昭和51年）
  - 4月16日 - 大阪第一ホテル（大阪マルビル）開業。
  - 12月1日 - ホテルトロピカーナ（グアム）の運営受託。
- 1978年（昭和53年）
  - 2月20日 - 土浦第一ホテル（現・ホテルグリーンコア土浦）開業。
  - 4月1日 - 今治国際ホテル開業（今治造船）。
- 1980年（昭和55年）
  - 6月14日 - 第一イン福山開業。
  - 12月19日 - 宮城第一ホテル開業（阿部秀企業）。
- 1981年（昭和56年）
  - 4月7日 - 第一イン鶴岡（現・東京第一ホテル鶴岡）開業（庄内交通、庄交開発）。
  - 8月4日 - 秋田第一ホテルが秋田キャッスルホテルに改称。
  - 10月29日 - 第一イン岡山開業。
- 1982年（昭和57年）
  - 4月10日 - 第一イン原町開業。
  - 10月2日 - 第一イン池袋開業。
  - 10月5日 - 富山第一ホテル開業。
- 1983年（昭和58年）
  - 3月15日 - マカオ・ホテルロイヤル（現・マカオ第一ホテル）一部開業。
  - 4月18日 - 名古屋第一ホテル（現・ロイヤルパークイン名古屋）開業。
  - 5月14日 - 第一イン新湊開業（36室、新湊観光開発）。
  - 5月27日 - マカオ - ホテルロイヤル（現・マカオ第一ホテル）全館開業（380室）。
  - 6月10日 - 筑波第一ホテル開業。
- 1984年（昭和59年）
  - 10月12日 - 東京第一ホテル下関開業（78室、TRK不動産）。
  - 10月15日 - 第一イン大森開業。
- 1985年（昭和60年）
  - 3月20日 - 第一イン甲府開業。
  - 9月15日 - シンガポール第一ホテル部分開業（200室）（豊隆グループ）。
- 1986年（昭和61年）10月24日 - グアム第一ホテルオーシャンビュータワー完成。
- 1987年（昭和62年）
  - 5月11日 - 吉祥寺第一ホテル開業。
  - 9月1日 - フォーチュン第一ホテル台北開業（390室、旧・サンポロホテル）。
  - 9月5日 - 伊丹第一ホテル開業（115室）（所有：伊丹シティホテル）。
  - 10月2日 - 東京第一ホテル松山開業。
  - 10月 - 中国・大連麗景大酒店開業（220室）（運営受託）。
- 1988年（昭和63年）
  - 7月8日 - 第一ホテル東京ベイ開業（428室。現・ホテルオークラ東京ベイ）（第一生命）。
  - 9月23日 - 第一イン高松開業（ロイヤルパークホテル高松アネックス→現・チサンイン高松）。
  - 10月2日 - 東京第一ホテル米沢開業。
- 1989年（平成元年）
  - 3月23日 - 東京第一ホテル京都開業。
  - 7月1日 - 第一ホテルアネックス（170室）開業。
  - 7月1日 - 第一ホテル本館（542室）閉鎖。
  - 10月1日 - サイパンビーチホテルを第一ホテルサイパンビーチに改称。
  - 10月28日 - 中国・海天大酒店開業（青島）。
  - 12月14日 - 第一ホテルサイパンビーチ新館完成。
- 1990年（平成2年）4月19日 - 筑波第一ホテルアネックス開業（59室）（筑波新都市開発）。
- 1991年（平成3年）3月3日 - 東京第一ホテル堺開業。
- 1992年（平成4年）
  - 7月 - 第一ホテル東京シーフォートを開業。
  - 10月1日 - 東京第一ホテル魚津開業（現・ホテルグランミラージュ）。
  - 12月1日 - 新橋第一ホテル新館（東京・新橋）閉館。
- 1993年（平成5年）
  - 4月21日 - 第一ホテル東京（東京・新橋）開業。
  - 12月1日 - ダイイチホテルジャカルタ開業（368室）：運営受託。
- 1994年（平成6年）
  - 4月25日 - 第一ホテル光が丘開業（91室、現・ホテルカデンツァ光が丘）。
  - 10月25日 - 第一イン湘南開業（108室、藤沢市）。
- 1996年（平成8年）11月1日 - 今治国際ホテル新館開業（248室、移転。今治造船）。
- 1997年（平成9年）
  - 7月5日 - 東京第一ホテル小倉開業（現・ホテルクラウンパレス小倉）。
  - 7月10日 - 東京第一ホテル錦開業（233室）開業（名古屋第1ワシントンホテル跡）。
- 1998年（平成10年）
  - 6月 - 東京第一ホテル大森営業終了（解体済）。
  - 9月2日 - 第一ホテル大分オアシスタワー開業（現・大分全日空ホテルオアシスタワー→大分オアシスタワーホテル）。
- 1999年（平成11年）
  - 2月 - 宮城第一ホテル閉館解体。
  - 8月27日 - 筑波第一ホテルエポカル開業（188室、筑波新都市開発）。
- 2000年（平成12年）
  - 5月1日 - 第一ホテル両国開業（東京ファッションセンター内）。
  - 5月26日 - 株式会社第一ホテル、会社更生法適用を申請。

## 問題
2025年4月17日、第一ホテルなど都内の大手ホテルを運営する15社が「Front　Reservation会」と呼ばれる会合にて客室単価などの内部情報を共有していたことがわかり、公正取引委員会が独占禁止法違反（不当な取引制限）の疑いで警告を出す方針を固めたことがわかった。